# 714
714 (DCCXIV na numeração romana) foi um ano comum do século VIII, do Calendário Juliano, da Era de Cristo, teve início e fim na segunda-feira, com a letra dominical G.
| ano completo                         |
| ------------------------------------ |
| Ano comum com início à segunda-feira |

## Eventos
- II campanha de Muça ibne Noçáir.
- Campanhas de Abdalazize ibne Muça nos territórios da Lusitânia, conquistando Évora, Santarém e Coimbra.
- Os muçulmanos controlam praticamente toda a Hispânia.
- Dá-se a fuga, considerada lendária dos sete bispos cristãos para a não menos lendária "ilha das Sete Cidades", localizada algures no Oceano Atlântico. Facto que segundo os historiadores terá estado na origem do nome da Lagoa das Sete Cidades, na ilha de São Miguel, Açores.

## Nascimentos
- Quilderico III, último rei de todos os francos da Dinastia Merovíngia.